# عباس خوشدل
عباس خوشدل (زادهٔ ۱ مهر ۱۳۱۰ – درگذشتهٔ ۲۸ اسفند ۱۳۹۹) آهنگ‌ساز، رهبر ارکستر و نوازنده اهل ایران بود. وی سابقه همکاری با هنرمندانی چون علیرضا افتخاری، نادر گلچین و پریسا را داشت.

## زندگی‌نامه
عباس خوشدل، ۱ مهر ۱۳۱۰ در تهران متولد شد. او پس از گذراندن مقاطع ابتدایی به هنرستان رفت و فارغ‌التحصیل هنرستان عالی موسیقی در رشته فلوت شد. ردیف موسیقی دستگاهی را نزد ابراهیم بوذری فراگرفت. دروس آهنگسازی، هارمونی، کنترپوان و آوانویسی را نیز با محمدتقی مسعودیه گذراند. همزمان تلفیق شعر و موسیقی را با هدایت‌الله نیرسینا و سازشناسی را با حسن رادمرد ادامه داد. وی در سال‌های ۱۳۷۰ تا ۱۳۸۶، آهنگسازی آلبوم‌های نیلوفرانه ۱ و ۲، صدایم کن، شبان عاشق و رازگشا را با صدای علیرضا افتخاری به عهده داشت که با تیراژ چند میلیونی همراه شدند و آلبوم نیلوفرانه ۱ در آن زمان توانست رکورد فروش آلبوم در ایران را بشکند. خوشدل در ۳۰ مهر ماه سال ۱۳۹۱ نشان ویژه خانه موسیقی را برای عمری فعالیت هنری دریافت کرد. او در بیست و چهارمین جشنواره موسیقی فجر برنده جایزه بهترین آهنگساز و در سال ۹۰ موفق به کسب دریافت دکترای آهنگسازی از طرف وزارت فرهنگ و ارشاد اسلامی شد. تصنیف‌های صحرا صحرا، ساقی سرمستان و نیلوفرانه از آثار مشهور وی است.
عباس خوشدل در ۲۸ اسفند ۱۳۹۹ بر اثر سکته قلبی در سن ۸۹ سالگی درگذشت.

## فعالیت‌های هنری
از فعالیت‌های هنری او می‌توان به موارد زیر اشاره کرد:
مدیرکل فعالیت‌های هنری وزارت فرهنگ و هنر، نوازنده و سولیست فلوت و همکاری با ارکسترهای هنرهای زیبای وزارت فرهنگ و هنر (پیش از انقلاب) به رهبری حسین دهلوی، مصطفی کمال پورتراب، حسن رادمرد، حق کردار و کسروی و گروه تکنوازان با فرامرز پایور، رهبری و آهنگسازی ارکستر شماره ۴ وزارت فرهنگ و هنر، جمع‌آوری و ضبط ردیف موسیقی سنتی سازی به روایت علی اکبر شهنازی (دوره کلاسیک و عالی)، جمع‌آوری و ضبط ردیف موسیقی سنتی آوازی به روایت علی اکبر شهنازی، عبدالله دوامی، محمود کریمی، ابراهیم بوذری، ادیب خوانساری و روح‌انگیز، نگاهی به ردیف آوازی ابراهیم‌خان بوذری؛ ردیفی از جنسی دیگر، چاپ ردیف آوازی محمود کریمی با آوانویسی و تجزیه و تحلیل محمدتقی مسعودیه، جمع‌آوری و ضبط و چاپ کتاب تعزیه عباس بن علی و علی اکبر به منظور بررسی گوشه‌های آوازی موسیقی تعزیه‌ها با گوشه‌های آوازی ردیف استادان، تجدید چاپ ردیف سازی به روایت موسی معروفی، سرپرستی برنامه‌های موسیقی رادیو و تلویزیون فرهنگ و هنر و اجرای برنامه‌های تالار رودکی و کاخ‌های جوانان تهران، شهرستان‌ها و خارج از کشور، مشاور ارکستر سمفونیک تهران به رهبری حشمت سنجری، عضو کمیته ارزشیابی طبقه‌بندی هنرمندان، عضو شورای شعر و ترانه وزارت فرهنگ و هنر.

## آثار
آثار او عبارتند از:

### آلبوم‌ها
| آلبوم‌ها | آلبوم‌ها     | آلبوم‌ها | آلبوم‌ها    | آلبوم‌ها        | آلبوم‌ها     | آلبوم‌ها | آلبوم‌ها |
| ------- | ----------- | ------- | ---------- | -------------- | ----------- | ------- | ------- |
| سال     | نام آلبوم   | آهنگساز | تنظیم‌کننده | خواننده        | ناشر        | توضیح   | منبع    |
| ۱۳۷۵    | نیلوفرانه   | آری     | آری        | علیرضا افتخاری | مشکات       |         |         |
| ۱۳۷۸    | نیلوفرانه ۲ | آری     | آری        | علیرضا افتخاری | مشکات       |         |         |
| ۱۳۷۸    | صدایم کن    | آری     | آری        | علیرضا افتخاری | آواز بیستون |         |         |
| ۱۳۷۹    | شبان عاشق   | آری     | آری        | علیرضا افتخاری | مشکات       |         |         |
| ۱۳۸۶    | رازگشا      | آری     | آری        | علیرضا افتخاری | سروش        |         |         |

### ترانه‌ها
| ترانه‌ها                 | ترانه‌ها        | ترانه‌ها                    | ترانه‌ها     | ترانه‌ها    | ترانه‌ها                    |
| ----------------------- | -------------- | -------------------------- | ----------- | ---------- | -------------------------- |
| ترانه                   | خواننده        | ترانه‌سرا                   | آهنگساز     | تنظیم‌کننده | توضیحات                    |
| میخانه                  | نادر گلچین     | ابوالقاسم اعلامی           | رضا وهدانی  | آری        |                            |
| جز تو کسی ندارم (خدایا) | نادر گلچین     | لعبت والا                  | آری         | آری        |                            |
| غم عالم                 | نادر گلچین     | باباطاهر                   | آری         | آری        |                            |
| چوپان (محلی)            | نادر گلچین     | اسدالله مومن‌پور            | منوچهر جنتی | آری        |                            |
| نوای کاروان             | نادر گلچین     | ابراهیم صفایی              | آری         | آری        |                            |
| شعله                    | نادر گلچین     | لعبت والا                  | نادر گلچین  | آری        |                            |
| کلک هنر (نقش دل‌انگیز)   | نادر گلچین     | محمدحسین شهریار            | آری         | آری        |                            |
| قصه‌گو                   | نادر گلچین     |                            | آری         | آری        |                            |
| باغ رویا (تنها تو بمان) | پریسا          | لعبت والا                  | آری         |            |                            |
| بهانه‌ی دل               | پریسا          |                            | آری         |            |                            |
| شب رویا                 | پریسا          | لعبت والا                  | آری         |            |                            |
| صدایم کن                | داریوش اقبالی  | ایرج جنتی عطایی            | آری         | آری        | آلبوم داریوش از وطن میگوید |
| تصنیف سرمستان           | علیرضا افتخاری | ساعد باقری، محمدعلی چاووشی | آری         |            |                            |